# Élection présidentielle colombienne de 1926
L'élection présidentielle colombienne de 1926 est l'élection présidentielle dont le premier tour se déroula le 14 février 1926 en Colombie. Ces élections furent remportées par Miguel Abadía Méndez.

## Résultats
| Candidats              | Parti politique        | Votes   |
| ---------------------- | ---------------------- | ------- |
| Pedro Nel Ospina       | Parti conservateur     | 370 493 |
| Autres votes           |                        | 431     |
| Total de votes valides | Total de votes valides | 370 926 |